# Acomys kempi
Acomys kempi је врста глодара из породице мишева (Muridae).

## Распрострањење
Ареал врсте покрива средњи број држава. Присутна је у следећим државама: Етиопија, Сомалија, Кенија и Танзанија.

## Станиште
Станиште врсте су саване.

## Угроженост
Ова врста је наведена као последња брига, јер има широко распрострањење и честа је врста.